# Merrimack, New Hampshire
För andra betydelser, se Merrimack.
Merrimack är en kommun (town) i Hillsborough County i New Hampshire som hade 25 494 invånare år 2010. 